# Campionati del mondo di atletica leggera 2015 - 5000 metri piani femminili
La gara dei 5000 metri piani femminili dei Campionati del mondo di atletica leggera 2015 si è svolta tra il 27 e il 30 agosto 2015.

## Podio
| Pos.    | Atleta         | Nazionalità | Tempo    |
| ------- | -------------- | ----------- | -------- |
| Oro     | Almaz Ayana    | Etiopia     | 14'26"83 |
| Argento | Senbere Teferi | Etiopia     | 14'44"07 |
| Bronzo  | Genzebe Dibaba | Etiopia     | 14'44"14 |

## Situazione pre-gara

### Record
Prima di questa competizione, il record del mondo (WR) e il record dei campionati (CR) erano i seguenti.
| Record                | Prestazione | Atleta                  | Data                               | Competizione              |
| --------------------- | ----------- | ----------------------- | ---------------------------------- | ------------------------- |
| Record mondiale       | 14'11"15    | Tirunesh Dibaba Etiopia | 6 giugno 2008 Oslo, Norvegia       |                           |
| Record dei campionati | 14'38"59    | Tirunesh Dibaba Etiopia | 13 agosto 2005 Helsinki, Finlandia | Campionati del mondo 2005 |

### Campioni in carica
I campioni in carica, a livello mondiale e continentale, erano:
| Campione | Atleta                | Prestazione | Data                               | Competizione               |
| -------- | --------------------- | ----------- | ---------------------------------- | -------------------------- |
| Olimpico | Meseret Defar Etiopia | 15'04"25    | 10 agosto 2012 Londra, Regno Unito | Giochi della XXX Olimpiade |
| Mondiale | Meseret Defar Etiopia | 14'50"19    | 17 agosto 2013 Mosca, Russia       | Campionati del mondo 2013  |

### La stagione
Prima di questa gara, gli atleti con le migliori tre prestazioni dell'anno erano:
| Pos. | Atleta                           | Prestazione | Data                                         |
| ---- | -------------------------------- | ----------- | -------------------------------------------- |
| 1    | Almaz Ayana Etiopia              | 14'14"32    | 17 luglio 2015 Shanghai, Cina                |
| 2    | Genzebe Dibaba Etiopia           | 14'15"41    | 17 luglio 2015 Saint Denis, Francia          |
| 3    | Faith Chepngetich Kipyegon Kenya | 14'31"95    | 30 maggio 2015 Eugene, Stati Uniti d'America |

## Risultati

### Qualificazioni
I primi 5 di ogni batteria (Q) e i successivi 5 tempi migliori (q) avanzano alle semifinali
| Pos. | Batteria | Nome                      | Nazionalità         | Tempo    | Note                          |
| ---- | -------- | ------------------------- | ------------------- | -------- | ----------------------------- |
| 1    | 2        | Almaz Ayana               | Etiopia             | 15:09.40 | Q                             |
| 2    | 2        | Senbere Teferi            | Etiopia             | 15:14.57 | Q                             |
| 3    | 2        | Viola Kibiwot             | Kenya               | 15:15.27 | Q                             |
| 4    | 1        | Genzebe Dibaba            | Etiopia             | 15:20.82 | Q                             |
| 5    | 1        | Mercy Cherono             | Kenya               | 15:20.94 | Q                             |
| 5    | 1        | Mimi Belete               | Bahrein             | 15:20.94 | Q                             |
| 7    | 1        | Irene Chepet Cheptai      | Kenya               | 15:21.03 | Q                             |
| 8    | 1        | Susan Kuijken             | Paesi Bassi         | 15:25.67 | Q                             |
| 9    | 2        | Janet Kisa                | Kenya               | 15:26.49 | Q                             |
| 10   | 2        | Eloise Wellings           | Australia           | 15:26.67 | Q,                            |
| 11   | 2        | Ayuko Suzuki              | Giappone            | 15:28.18 | q                             |
| 12   | 1        | Misaki Onishi             | Giappone            | 15:33.84 | q                             |
| 13   | 1        | Stephanie Twell           | Regno Unito         | 15:34.72 | q                             |
| 14   | 1        | Nicole Tully              | Stati Uniti         | 15:41.03 | q                             |
| 15   | 2        | Jennifer Wenth            | Austria             | 15:43.57 | q                             |
| 16   | 1        | Madeline Heiner           | Australia           | 15:47.97 |                               |
| 17   | 1        | Gulshat Fazlitdinova      | Russia              | 15:48.44 |                               |
| 18   | 2        | Betlhem Desalegn          | Emirati Arabi Uniti | 15:48.52 |                               |
| 19   | 1        | Nicole Sifuentes          | Canada              | 15:50.99 |                               |
| 20   | 2        | Karoline Bjerkeli Grøvdal | Norvegia            | 16:02.20 |                               |
| 21   | 2        | Marielle Hall             | Stati Uniti         | 16:06.60 |                               |
| 22   | 2        | Azusa Sumi                | Giappone            | 16:13.65 |                               |
| 23   | 2        | Abbey D'Agostino          | Stati Uniti         | 16:16.47 |                               |
| 24   | 1        | Olivia Mugove Chitate     | Zimbabwe            | 16:34.70 | Miglior prestazione personale |
|      | 2        | Yelena Korobkina          | Russia              | dnf      |                               |
|      | 2        | Maureen Koster            | Paesi Bassi         | dnf      |                               |
|      | 1        | Nikki Hamblin             | Nuova Zelanda       | dnf      |                               |

### Finale
| Pos. | Atleta               | Nazionalità | Tempo    | Note                                     |
| ---- | -------------------- | ----------- | -------- | ---------------------------------------- |
|      | Almaz Ayana          | Etiopia     | 14:26.83 | Record dei campionati                    |
|      | Senbere Teferi       | Etiopia     | 14:44.07 |                                          |
|      | Genzebe Dibaba       | Etiopia     | 14:44.14 |                                          |
| 4    | Viola Kibiwot        | Kenya       | 14:46.16 |                                          |
| 5    | Mercy Cherono        | Kenya       | 15:01.36 |                                          |
| 6    | Janet Kisa           | Kenya       | 15:02.68 | Miglior prestazione personale stagionale |
| 7    | Irene Chepet Cheptai | Kenya       | 15:03.41 |                                          |
| 8    | Susan Kuijken        | Paesi Bassi | 15:08.00 |                                          |
| 9    | Ayuko Suzuki         | Giappone    | 15:08.29 | Miglior prestazione personale            |
| 10   | Eloise Wellings      | Australia   | 15:09.62 | Miglior prestazione personale stagionale |
| 11   | Mimi Belete          | Bahrein     | 15:17.01 |                                          |
| 12   | Stephanie Twell      | Regno Unito | 15:26.24 |                                          |
| 13   | Nicole Tully         | Stati Uniti | 15:27.42 |                                          |
| 14   | Misaki Onishi        | Giappone    | 15:29.63 |                                          |
| 15   | Jennifer Wenth       | Austria     | 15:35.46 |                                          |